# 1967年のバレーボール
1967年のバレーボール（1967ねんのバレーボール）では、1967年（昭和42年）のバレーボール関連の出来事をまとめる。

## できごと
- 5月13日 - 全日本バレーボール選抜男女リーグが開幕。
- スカボリーニ・ペーザロが創設。
- ペイカン・テヘランVCが創設。
- 日本・東京にて、第5回バレーボール世界選手権女子大会が開催。ソビエト連邦ほか共産主義諸国7カ国のボイコットにより、4カ国によって大会が行われた。日本が2連覇を飾った。
- トルコ・イスタンブールにて、第7回バレーボール欧州選手権が開催。男女ともソビエト連邦が優勝し、男子は4大会ぶり3回目、女子は3連覇を飾った。
- ブラジル・サントスにて、第7回バレーボール南米選手権が開催。男子はブラジルが2大会ぶり6回目、女子はペルーが2連覇を飾った。
- チュニジア・チュニスにて、第1回バレーボールアフリカ選手権男子大会が開催。チュニジアが初優勝を飾った。

## 国際大会
- 世界選手権（日本・東京、1月26日-28日）
  - 女子
    - 金メダル： 日本
    - 銀メダル： アメリカ合衆国
    - 銅メダル： 韓国

- 欧州選手権
  - 男子
    - 金メダル： ソビエト連邦
    - 銀メダル： チェコスロバキア
    - 銅メダル： ポーランド

  - 女子
    - 金メダル： ソビエト連邦
    - 銀メダル： ポーランド
    - 銅メダル： チェコスロバキア

- 南米選手権
  - 男子
    - 金メダル： ブラジル
    - 銀メダル： ベネズエラ
    - 銅メダル： チリ

  - 女子
    - 金メダル： ペルー
    - 銀メダル： ブラジル
    - 銅メダル： パラグアイ

- アフリカ選手権
  - 男子
    - 金メダル： チュニジア
    - 銀メダル： アルジェリア
    - 銅メダル： ギニア

## 国内大会

### 日本
- 全日本総合選手権
  - 男子6人制
    - 決勝：中央大学 3-0 専売広島

  - 女子6人制
    - 決勝：日立武蔵 3-1 ヤシカ

  - 男子9人制
    - 決勝：東洋工業 2-0 神戸製鋼所

  - 女子9人制
    - 決勝：明治生命 2-0 八幡製鉄堺

- 第16回全日本都市対抗
  - 男子
    - 1位：八幡製鉄
    - 2位：松下電器
    - 3位：専売広島

  - 女子
    - 1位：ニチボー貝塚
    - 2位：ヤシカ
    - 3位：全鐘紡

- 第1回日本リーグ
  - 男子
    - 1位：八幡製鉄（9勝1敗）
    - 2位：松下電器（8勝2敗）
    - 3位：日本鋼管（5勝5敗）
    - MVP：池田尚弘

  - 女子
    - 1位：日立武蔵（8勝2敗）
    - 2位：ヤシカ（8勝2敗）
    - 3位：ニチボー貝塚（8勝2敗）
    - MVP：小野沢愛子

## 誕生
- 2月8日 - 泉水智
- 2月20日 - オレーク・シャトーノフ
- 5月12日 - 高尾和行
- 6月3日 - ハニホー・ヘニハー
- 6月15日 - 大林素子
- 7月8日 - ジェリコ・タナスコビッチ
- 7月16日 - 大竹秀之
- 8月6日 - 南部正司
- 8月18日 - 菅野幸一郎
- 8月25日 - ミレヤ・ルイス
- 8月28日 - 蔭山弘道
- 9月13日 - スロボダン・コバチ
- 11月2日 - 中垣内祐一
- 11月12日 - 高橋有紀子
- 11月12日 - ヘンク＝ジャン・ヘルド